# Isidore de Lynch
Pour les articles homonymes, voir Lynch.
Isidore de Lynch, né à Londres le 8 juin 1755, mort le 8 août 1838 à Paris, est un officier irlandais puis général français de la Révolution et de l'Empire.

## Biographie
Officier irlandais, il prend part à la campagne des Indes, puis combat aux côtés des Français pendant la guerre d'indépendance des États-Unis. Il est ensuite maréchal de camp le 6 février 1792 puis lieutenant général sous la Révolution, et inspecteur divisionnaire sous le Consulat et l'Empire.
Isidore de Lynch, ou Isidore Lynch, est issu de la branche des Lynch de Lydican, qui n'a pas quitté l'Irlande. 

### Études en France
Une carrière étant difficile dans sa patrie, à cause de sa religion catholique, ses parents l'envoient de bonne heure en France, et il fait ses études à Paris, au collège Louis-le-Grand.[réf. nécessaire]

### Officier dans la campagne des Indes
Ses études sont interrompues en 1770 par la guerre dans l'Inde où, à 15 ans, il est emmené par un de ses oncles maternels, colonel commandant du régiment de Clare. Lynch y obtient une sous-lieutenance.[réf. nécessaire]

### Guerre d'indépendance américaine
II fait les campagnes de 1771 à 1772, et ensuite est du nombre des officiers français pour toute la guerre des États-Unis. Mais avant de rejoindre l'armée du général de Rochambeau, il avait fait partie de l'expédition sous les ordres du comte d'Estaing. Ce fut alors et au siège de Savannah qu'il se distingua par l'action si valeureuse ainsi racontée par le comte de Ségur : 

« M. d'Estaing, dans le moment le plus critique de. cette sanglante affaire, étant à la tète de la colonne de droite, charge Lynch de porter un ordre très urgent à la troisième colonne, celle de gauche. Les colonnes se trouvaient alors à portée de mitraille des retranchements ennemis ; de part et d'autre on faisait un feu terrible, Lynch, au lieu de passer par le centre ou la queue des colonnes, s'avance froidement au milieu de cette grêle de balles, de boulets, de mitraille que les Français et les Anglais se lançaient mutuellement. En vain M. d'Estaing et ceux qui l'entourent lui crient de prendre une autre direction : il continue sa route, exécute son ordre et revient par le même chemin, c'est-à-dire sous une voûte de feu, où l'on croyait à tout moment qu'il allait tomber en pièces.- Morbleu ! lui dit le général en le voyant arriver sain et sauf, il faut que vous ayez le diable au corps. Eh ! pourquoi avez-vous pris ce chemin où vous deviez mille fois périr? - Parce que c'était le plus court, répondit Lynch. Après ce peu de mots, il alla tout aussi froidement se mêler au groupe le plus ardent de ceux qui monteraient à l'assaut. »

— le comte de Ségur, Mémoires, souvenirs et anecdotes
Après sa participation au siège de Savannah, Lynch prend part à la prise de Yorktown en 1781. Il devient l'année suivante aide-major général de l'infanterie.
En quittant les États-Unis, Lynch fit la campagne de 1783 au Mexique, et est promu major d'infanterie, le 13 juin 1783.Revenu à Paris, il est nommé colonel en second au régiment de Walsh et reçoit la croix de Saint-Louis le 1er janvier 1784. Lorsqu'il n'était pas sous les drapeaux, il passait sa vie dans la plus haute société de la capitale.[réf. nécessaire]

### Général sous la Révolution française
Lors de la Révolution française, ses compagnons d'armes d'Amérique se trouvant à la tête des affaires, il continue son service. Nommé maréchal de camp le 6 février 1792, il se trouve en cette qualité à Valmy, où il commande la première ligne d'infanterie française. Il passe général de division le 8 mars 1793, dans l'armée de la Moselle, puis commande une division sur la Sarre. La Révolution ne peut cependant s'accommoder longtemps des principes de Lynch, et il est suspendu le 20 septembre 1793 et incarcéré comme officier de l'ancien régime, lorsqu'il traverse Dijon pour se rendre dans la retraite qu'il s'est choisie.[réf. nécessaire]
Sorti de prison quelques mois après le 9 thermidor, il est rappelé à l'activité en juin 1795, mais décline sa nomination et demande sa mise à la retraite, qui lui est accordée en septembre 1795.

### Général sous le Consulat et l'Empire
Rappelé de nouveau à l'activité, lors de la création du corps des inspecteurs aux revues, il est nommé inspecteur divisionnaire en février 1800, et sert successivement dans la 10e division militaire, à Perpignan, dans la 20e division militaire à Périgueux, puis dans la 22e à Tours à partir de janvier 1802.
Une des premières pensées de Napoléon Ier, à son retour de l'île d'Elbe, est d'ordonner son renvoi, comme parent de l'ancien maire de Bordeaux.[réf. nécessaire] Malgré le retour de Louis XVIII, Lynch est mis à la retraite en février 1815. Il meurt le 8 août 1838, âgé de 83 ans.

### Famille
Avec lui, et par la perte de ses cousins les deux frères Jean-Baptiste Lynch et Thomas-Michel Lynch, cette famille se trouve éteinte en France, après la mort des veuves du comte et du chevalier de Lynch ; elle subsiste encore dans le comté de Galway.[réf. nécessaire]

## Distinctions
- Officier de la Légion d'honneur, 1814[1].
- Chevalier de Saint-Louis, 1784[1].
- Ordre de Cincinnatus[1].

### Source et bibliographe
- « Lynch (Isidore) », dans Georges Six, Dictionnaire biographique des généraux et amiraux français de la Révolution et de l'Empire, t. II, Paris, Saffroy, 1934, p. 136.
- « Isidore de Lynch », dans Louis-Gabriel Michaud, Biographie universelle ancienne et moderne : histoire par ordre alphabétique de la vie publique et privée de tous les hommes avec la collaboration de plus de 300 savants et littérateurs français ou étrangers, 2e édition, 1843-1865 [détail de l’édition]